# Байройт (район)
Байройт (нім. Bayreuth) — район у Німеччині, у складі округу Верхня Франконія федеральної землі Баварія. Районний центр — місто Байройт, яке адміністративно до складу району не входить.

## Населення
Населення району становить 103 679 осіб (станом на 31 грудня 2020).

## Адміністративний поділ
Район складається з 9 міст (нім. Städte), 3 торговельних громад (нім. Märkte) та 21 громад (нім. Gemeinden):
| Міста 1. Бад-Бернек (4384) 2. Бетценштайн (2482) 3. Вайшенфельд (3055) 4. Гефрес (4251) 5. Гольдкронах (3479) 6. Гольфельд (5024) 7. Кройсен (4994) 8. Пегніц (13271) 9. Поттенштайн (5183) Об'єднання громад 1. Бетценштайн (місто Бетценштайн та торговельна громада Плех) 2. Вайденберг (торговельна громада Вайденберг, громади Емтманнсберг, Кірхенпінгартен та Зайботенройт) 3. Гольфельд (місто Гольфельд, громади Ауфзес та Планкенфельс) 4. Кройсен (місто Кройсен, торговельна громада Шнабельвайд, громади Гааг та Пребіц) 5. Містельбах (громади Гезес, Гуммельталь та Містельбах) 6. Містельгау (громади Гласгюттен та Містельгау) | Торговельні громади 1. Вайденберг (5768) 2. Плех (1336) 3. Шнабельвайд (959) Громади 1. Агорнталь (2189) 2. Ауфзес (1271) 3. Біндлах (7320) 4. Бішофсгрюн (1826) 5. Варменштайнах (2211) 6. Гааг (970) 7. Гайнерсройт (3767) 8. Гезес (1260) 9. Гласгюттен (1396) 10. Гуммельталь (2337) 11. Еккерсдорф (5105) 12. Емтманнсберг (1053) 13. Зайботенройт (1274) 14. Кірхенпінгартен (1259) 15. Мельмайзель (1319) 16. Містельбах (1564) 17. Містельгау (3874) 18. Планкенфельс (870) 19. Пребіц (996) 20. Фіхтельберг (1778) 21. Шпайхерсдорф (5854) |

Дані про населення наведені станом на 31 грудня 2020.